# Henri Chouteau
Henri Chouteau (Parigi, 16 febbraio 1834 – Parigi, 1896) è stato un operaio francese.
Fu una personalità della Comune di Parigi.

## Biografia
Operaio, sposato con un figlio, subì diverse condanne sotto il Secondo Impero per aver distribuito scritti «sovversivi» e aver fatto parte di una organizzazione operaia non autorizzata.
Durante l'assedio di Parigi, nel 1870, fece parte del Comitato centrale dei venti arrondissement e poi fu eletto al Comitato centrale della Guardia nazionale. Alle elezioni del Consiglio della Comune, il 26 marzo 1871, raccolse più di duemila voti nel VI arrondissement pur senza essere candidato.
Dopo la Settimana di sangue fuggì a Londra per sottrarsi alla repressione dei versagliesi e divenne un dirigente della Società dei rifugiati della Comune. Tornò a Parigi con l'amnistia del 1880.